# Рене Будро
Рене Еміль Анрі Будро (фр. René Emile Henri Boudreaux; 27 листопада 1880, Париж — 8 вересня 1915, Оберів) — французький регбіст.
Будро народився в Парижі і грав на позиції переднього стовпа в команді СЦУФ. В 1910 році зіграв у Турнірі п'яти націй. Вперше зіграв в Суонсі проти Уельсу в день Нового Року; вдруге проти Шотландії в Інверлейт — 22 січня.
Під час Першої світової війни Будро був відкликаний, щоб служити у французькій армії. Помер в бою поблизу Оберів, де служив лейтенантом 103-го стрілецького полку 7-ї піхотної дивізії.